# Gonzalo Bravo
Gonzalo Bravo, (Ciudadela, Argentina, 18 de mayo de 1990) es un futbolista argentino que se desempeña como delantero en el Club Gimnasia y Tiro de Salta de la Primera Nacional.
Se destaca por ser uno de los pocos futbolistas en haberse desempeñado en las cinco categorías de la Asociación del Fútbol Argentino para los clubes directamente afiliados.

## Trayectoria

### Centro Español
Bravo inició su carrera futbolística en el Centro Español de la Primera D. Realizó su debut en la primera fecha del campeonato 2009-10, ingresando como sustituto en el segundo tiempo en la victoria de su equipo ante Deportivo Paraguayo por 1-0. Bravo completó 28 presentaciones en el campeonato y marcó 4 goles. En la campeonato 2010-11 Bravo volvería a destacarse como frecuente titular, con 22 apariciones. Su equipo culminó la temporada regular en la quinta posición, y llegó a la final del Torneo Reducido. Bravo participó de los dos partidos de la serie, en la que Centro Español cayó ante Atlas por 2-1 en el global.
Durante la temporada 2011-12 Bravo se consolidó como parte del once titular de su equipo, participando en 30 encuentros. Centro Español acabó la temporada regular en el cuarto puesto, pero fue nuevamente derrotado en el Torneo Reducido ante Atlas por 2-1, esta vez en instancia de semifinales.
El campeonato 2012-13 tuvo a Bravo con mayor presencia en las redes, con 10 tantos, sólo superado en la cuenta de su equipo por Jonathan Herrera. El Gallego sólo alcanzó el séptimo lugar en la temporada, fuera de los puestos de clasificación al Reducido.

### Deportes Linares
Tras varias temporadas de destaque en la Primera D, Gonzalo Bravo haría su primera experiencia como profesional en el Deportes Linares de la tercera división de Chile. Bravo sería habitual titular en el Albirrojo, que permaneció en la mitad de la tabla durante todo el certamen, finalizando en la séptima colocación.

### Deportivo Riestra
Luego de una temporada en Chile, Gonzalo Bravo retornaría a su país para unirse al Deportivo Riestra, vigente campeón de la Primera D, para su campaña de regreso en la Primera C, donde se reencontró con Jonathan Herrera, su socio en ataque en las temporadas anteriores en Centro Español. La temporada 2014 se jugó con un torneo corto con tres ascensos a raíz de una reestructuración de los torneos de AFA. Sorpresivamente, Deportivo Riestra tuvo una actuación destacada desde el inicio del certamen que lo consagraría como ganador del Torneo Reducido, consiguiendo ascender dos veces de categoría en un mismo año, un hecho con pocos antecedentes en el fútbol argentino. Bravo sumó 18 presencias en el torneo, siendo habitual titular a lo largo del certamen.
Bravo permanecería en el conjunto blanquinegro para su afrontar su primera experiencia en la Primera B, la cual sería inicialmente muy exitosa. Su equipo inició el año con una racha de victorias que lo catapultarían a los primeros puestos del certamen, incluyendo algunas actuaciones destacadas de Bravo. A pesar de ello, una recaída en el nivel futbolístico, que llevó a Bravo a no ser de la partida en varios juegos, hundió a Riestra en la decimocuarta posición, no obstante lo cual logró mantener la categoría.
La temporada 2016, de seis meses de duración, tuvo a Bravo como titular en los 19 encuentros del certamen. Los resultados inicialmente no acompañaron al equipo, que debió pasar las primeras siete fechas sin conocer la victoria. Tras un cambio de entrenador, el desempeño de Riestra mejoró, y cinco victorias en doce presentaciones fueron suficientes para asegurar un año más en la categoría.

### Defensa y Justicia
Su consistente desempeño en el Blanquinegro llamó la atención de Defensa y Justicia, de la Primera División, quien lo contrató a préstamo por un año. Bravo participó de un solo partido de liga, la caída de su equipo ante San Lorenzo de Almagro por 1-0. El entrenador no lo tendría en cuenta para el resto del certamen, y tras un semestre regresó al club dueño de su pase.

### Retorno al Deportivo Riestra
Bravo regresó al Deportivo Riestra durante el receso de verano, en el que el equipo se encontraba en un expectante quinto puesto del certamen, en posición de ingreso al Torneo Reducido. Tras una campaña de destaque, en la que Bravo sólo se perdería un juego, el Blanquinegro se proclamó subcampeón de la Primera B 2016-17. Deportivo Riestra se consagraría días más tarde ganador del Torneo Reducido, tras eliminar a Platense y Deportivo Español, y superar en la final a Comunicaciones, en una serie que se vio envuelta en controversias debido a una invasión del campo por parte de los aficionados.

### Al-Fujairah
Tras un nuevo éxito con el Blanquinegro, Gonzalo Bravo se iría en préstamo a Al-Fujairah, de la segunda división de los Emiratos Árabes Unidos. Su contratación fue solicitada por el entrenador Diego Maradona, quien conocía a Bravo por haber sido asesor del club argentino años atrás. Bravo disputó los 12 partidos del semestre con su equipo, contando liga y copa, período en que el equipo cayó en un solo encuentro.

### Nuevo retorno al Deportivo Riestra
Gonzalo Bravo retomó su participación en el Blanquinegro en su debut absoluto en la Primera B Nacional. Su equipo se encontraba en una situación comprometida con el descenso, ya que sufrió como sanción la quita de 10 unidades debido a incidentes en la temporada anterior. A pesar de aumentar su cuota de goles respecto de temporadas anteriores, la cosecha de puntos del Blanquinegro no resultó suficiente y, tras perder una apelación en los tribunales deportivos, perdería la categoría.
Bravo continúa jugando para el Malevo en la temporada 2018-19, cumpliendo el rol de anotador principal de su equipo en el primer semestre. El delantero consiguió marcar un triplete por primera vez en su carrera ante San Miguel, logro que repitió ante Justo José de Urquiza. Durante la segunda rueda Bravo cumplió un rol de armador de juego, siendo principal asistidor de su compañero Jonathan Herrera. A pesar de una baja en su goleo en este período, totalizó 20 goles en la temporada convirtiéndose en el goleador del Campeonato por primera vez en su carrera.

### Últimos años
De regreso en la segunda categoría, Bravo se mantuvo como titular habitual en la alineación del Deportivo Riestra, con 21 presencias en el Campeonato 2019-20 hasta su suspensión por la pandemia de COVID-19. La reanudación de la práctica futbolística, a fines de 2020, implicó a poco de andar una grave lesión, en un cotejo ante Defensores de Belgrano, que marginó a Bravo de los partidos restantes del Torneo Transición y de casi toda la temporada 2021.
En el Campeonato 2022 Bravo alternó apariciones como titular y desde el banco de suplentes. El Blanquinegro logró la clasificación al Torneo Reducido, en el que, con Bravo en el once inicial, fue tempranamente eliminado por Estudiantes (Río Cuarto).
En el Campeonato 2023 Bravo se mantuvo como habitual pieza de recambio en el equipo, totalizando 8 cotejos como titular y 10 como suplente en la etapa regular. En el Torneo Reducido Deportivo Riestra selló su pasaje a la Primera División por primera vez en su historia.

## Estadísticas
Actualizado al último partido disputado el 20 de abril de 2025. 
| Centro Español Argentina |                     |                     |     |    |    |   |   |     |     |    |
| 5.ª | 2009-10             | 28                  | 4   | —  | —  | — | — | 28  | 4   |    |
| 5.ª | 2010-11             | 22                  | 5   | —  | —  | — | — | 22  | 5   |    |
| 5.ª | 2011-12             | 30                  | 1   | 1  | 0  | — | — | 31  | 1   |    |
| 5.ª | 2012-13             | 32                  | 10  | 2  | 0  | — | — | 34  | 10  |    |
| Total | Total               | 112                 | 20  | 3  | 0  | 0 | 0 | 115 | 20  |    |
| Deportes Linares · Chile |                     |                     |     |    |    |   |   |     |     |    |
| 3.ª | 2013-14             | 21                  | 3   | —  | —  | — | — | 21  | 3   |    |
| Total | Total               | 21                  | 3   | 0  | 0  | 0 | 0 | 21  | 3   |    |
| Deportivo Riestra Argentina |                     |                     |     |    |    |   |   |     |     |    |
| 4.ª | 2014                | 18                  | 2   | —  | —  | — | — | 18  | 2   |    |
| 3.ª | 2015                | 30                  | 3   | 3  | 1  | — | — | 33  | 4   |    |
| 3.ª | 2016                | 19                  | 3   | —  | —  | — | — | 19  | 3   |    |
| 3.ª | 2016-17             | 22                  | 1   | 1  | 0  | — | — | 23  | 1   |    |
| 2.ª | 2017-18             | 13                  | 6   | —  | —  | — | — | 13  | 6   |    |
| 3.ª | 2018-19             | 35                  | 20  | 1  | 0  | — | — | 36  | 20  |    |
| 2.ª | 2019-20             | 21                  | 3   | 0  | 0  | — | — | 21  | 3   |    |
| 2.ª | 2020                | 4                   | 1   | —  | —  | — | — | 4   | 1   |    |
| 2.ª | 2021                | 1                   | 0   | —  | —  | — | — | 1   | 0   |    |
| 2.ª | 2022                | 24                  | 2   | 0  | 0  | — | — | 24  | 2   |    |
| 2.ª | 2023                | 18                  | 0   | 1  | 0  | — | — | 19  | 0   |    |
| 1.ª | 2024                | 11                  | 1   | 8  | 0  | — | — | 19  | 1   |    |
| 1.ª | 2025                | 4                   | 0   | 1  | 0  | — | — | 5   | 0   |    |
| | Total               | Total               | 220 | 42 | 15 | 1 | 0 | 0   | 235 | 43 |
| Defensa y Justicia Argentina |                     |                     |     |    |    |   |   |     |     |    |
| 1.ª | 2016-17             | 1                   | 0   | 1  | 0  | — | — | 2   | 0   |    |
| Total | Total               | 1                   | 0   | 1  | 0  | 0 | 0 | 2   | 0   |    |
| Al-Fujairah · EAU |                     |                     |     |    |    |   |   |     |     |    |
| 2.ª | 2017-18             | 7                   | 0   | 5  | 1  | — | — | 12  | 1   |    |
| Total | Total               | 7                   | 0   | 5  | 1  | 0 | 0 | 12  | 1   |    |
| Total en su carrera | Total en su carrera | Total en su carrera | 361 | 65 | 24 | 2 | 0 | 0   | 385 | 67 |
| (1) Copas nacionales incluye la Copa Argentina, la Copa de la Liga Profesional y a la Copa Presidente de Emiratos Árabes Unidos. |                     |                     |     |    |    |   |   |     |     |    |

## Palmarés

### Distinciones individuales
| Distinción               | Club              | Año     |
| ------------------------ | ----------------- | ------- |
| Goleador de la Primera B | Deportivo Riestra | 2018-19 |

### Otros logros
| Logro                                           | Club              | Año     |
| ----------------------------------------------- | ----------------- | ------- |
| Ganador del Torneo Reducido de Primera C        | Deportivo Riestra | 2014    |
| Subcampeón de Primera B                         | Deportivo Riestra | 2016-17 |
| Ganador del Torneo Reducido de Primera B        | Deportivo Riestra | 2016-17 |
| Ganador del Torneo Reducido de Primera Nacional | Deportivo Riestra | 2023    |